# CD34
CD34는 인간, 생쥐, 쥐 및 기타 종에서 CD34 유전자에 의해 암호화된 막관통 인산당 단백질이다.
CD34는 세포 표면 항원을 식별하는 분화 프로토콜 클러스터에서 그 이름을 파생한다. CD34는 시빈(Civin), 틴들(Tindle) 등에 의해 독립적으로 조혈 줄기 세포에 대해 처음으로 기술되었다. 세포 표면 당단백질로 작용하고 세포-세포 접착 인자로 기능한다. 이는 또한 조혈 줄기 세포가 골수 세포외 기질에 부착되거나 간질 세포에 직접 부착되는 것을 중재할 수도 있다. 임상적으로 이는 골수 이식을 위한 조혈 줄기 세포의 선택 및 강화와 관련이 있다. 이러한 역사적, 임상적 연관성으로 인해 CD34 발현은 조혈 세포와 거의 편재적으로 관련되어 있다. 그러나 실제로는 다른 많은 세포 유형에서도 발견된다.

## 기능
CD34 단백질은 초기 조혈 및 혈관 관련 전구 세포에서 발현을 나타내는 단일 통과 막횡단 시알로무신 단백질 계열에 속한다. 그러나 정확한 기능에 대해서는 알려진 바가 거의 없다.
CD34는 또한 중요한 접착 분자이며 T 세포가 림프절에 들어가는 데 필요하다. 이는 림프절 내피에서 발현되는 반면, 이것이 결합하는 L-셀렉틴은 T 세포에 있다. 반대로, 다른 상황에서 CD34는 분자 "테플론"으로 작용하여 비만 세포, 호산구 및 수지상 세포 전구체 접착을 차단하고 혈관 루미나의 개방을 촉진하는 것으로 나타났다. 마지막으로, 최근 데이터는 CD34가 호산구 및 수지상 세포 전구체의 케모카인 의존성 이동에서 보다 선택적인 역할을 할 수도 있음을 시사한다. 작용 방식에 관계없이 모든 상황에서 CD34와 그 친척인 포도칼릭신 및 엔도글리칸은 세포 이동을 촉진한다.

## 같이 보기
- 세포표면항원무리